# Анна II (нгола Матамби)
Анна II (д/н — 1756) — 14-й нгола (володар) незалежної держави Ндонго і 10-й нгола держави Матамба в 1741—1756 роках.

## Життєпис
Походила з династії Гутерреш. За різними версіями була небогою або онукою нголи Вероніки I. після смерті батька або стрийка Афонсу I у 1741 року спадкувала трон.
1744 року проти неї виступило потужне військо. Армії Матамби вдалося завдати супротивникові низки поразок, проте частина португальців дісталася столиці держави — Кабаси. Не сподіваючись на подальший успіх й небажаючи плюндрування своїх земель Анна II уклала угоду, якою визнала зверхність Португалії. Також було надано вільний доступ для португальських торгівців й католицьких місіонерів, що ще більше посилювало залежність держави.
З цього часу мирно панувала, не чинячи спротив проникненню до Матамби португальців. Померла 1756 року. Їй спадкувала названа донька Вероніка II.